# Ракульское сельское поселение
Ракульское сельское поселение или муниципальное образование «Ракульское» — упразднённое муниципальное образование со статусом сельского поселения в Холмогорском муниципальном районе Архангельской области России.
Соответствует административно-территориальной единице в Холмогорском районе — Ракульскому сельсовету.
Административный центр находится в посёлке Брин-Наволок.

## История
Муниципальное образование было образовано в 2006 году.
Ракульское поселение было основано в 1137 году. В советское время довольно развитая местность здесь был совхоз и колхоз имени Калинина. В данный момент на его месте находится деревня Часовенская, где находилась бывшая администрация МО «Ракульское» (Ракульский сельский совет народных депутатов СССР), которая была перенесена в Брин-Наволок В. П. Рождественским.
На самом деле, населённого пункта с названием «Ракула» не существует, и никогда не было. Ракулой именовали всё поселение. Дорожный знак и стела указывали лишь на бывшее местоположение администрации МО «Ракульское»
Главы муниципального образования
- 1991—2001 — Виктор Петрович Рождественский
- 2001—2012 — Надежда Владимировна Савина
- 2012—н.в. — Татьяна Александровна Иванченкова

## Население
| 2010  | 2011  | 2012  | 2013  | 2014  | 2015  |
| ----- | ----- | ----- | ----- | ----- | ----- |
| 1454  | ↘1448 | ↘1382 | ↘1309 | ↘1278 | ↘1230 |
| 2016  | 2017  | 2018  | 2019  | 2020  | 2021  |
| ↘1171 | ↘1143 | ↘1106 | ↘1067 | ↘1036 | ↘1004 |

## Состав сельского поселения
В состав сельского поселения входят:
- Березник
- Брин-Наволок (является центром)
- Великий Двор
- Верхнее
- Верхняя Гора
- Горка-Ладковщина
- Жилино
- Заборье
- Заручевье
- Зелёный Городок
- Казенщина
- Кожинская
- Крениха
- Летняя
- Нижняя Гора
- Околодок
- Осерёдок
- Осерёдок
- Палишино
- Палово
- Погост
- Подборье
- Речка
- Среднеконская
- Ульяново
- Часовенская

## Транспорт
На территории поселения долгое время существовала Пионерская узкоколейная железная дорога, длина которой составляла не менее 70 км, имелись ветки на Илас и Кузегу.

## Достопримечательности
В деревне Часовенская есть дом А. Чудинова, сейчас это Ракульская школа.